# Kultura sebilska
Kultura sebilska – nazwa niniejszej jednostki kulturowej związana jest z eponimicznym stanowiskiem Sebil znajdującego się w rejonie Kom Ombo w Egipcie. Zespół zjawisk kulturowych utożsamianych z omawianą kulturą obejmował swym zasięgiem obszary doliny dolnego Nilu. Rozwój tej jednostki kulturowej wyznaczają daty od ok. 15 do ok. 12 tys. lat temu. Inwentarz kamienny w owej kulturze reprezentowany jest przez zbrojników w formie asymetrycznych trapezów do których wytworzenia posługiwano się techniką lewaluaską. Gospodarka kultury sebilskiej miała charakter mieszany gdyż poświadczone jest stosowanie przez ludność tej kultury łowiectwa, rybołówstwa i zbieractwa roślinnego na co wykazują znaleziska kamienni żarnowych.